# Magyari István
Magyari István (1565 körül – Sárvár, 1605) evangélikus prédikátor, a hitvitázó irodalom jelentős alakja.

## Élete
Életéről kevés adat maradt fönn; azt sem tudni, mikor és hol született. Wittenbergben tanult. 1590 után Sárváron Nádasdy Ferencnek, a dunántúli részek főkapitányának udvari papja volt; 1600-tól sárvári esperes. Pártfogójával megfordult a magyar–török harctereken, így 1594-ben ott volt a törökök által védett Esztergom ostrománál is. 1596-ban részt vett a Nádasdy Ferenc által Csepregbe összehívott zsinaton, ahol paptársaival együtt megtagadta a közösséget a református hitelvekkel. 1603-ban a Sopron vármegyei iváni evangélikus zsinaton elnökölt. 1604-ben Nádasdy Ferenc halála után prédikált elhunyt jótevője emlékére; ez év végén még jelen volt a csepregi zsinaton.
Az országokban való sok romlásoknak okairól című munkájában Johannes Aventinus német humanista röpiratának gondolatait és szövegének több részletét vette át. Főművére Pázmány Péter vitairatban válaszolt (Felelet az Magyari István sárvári prédikátornak az ország romlása okairul írt könyvére, Nagyszombat, 1603). Ezzel indult meg Magyarországon hitvitázó irodalom.

## Munkái
- Az iol es boldogul való meghalasnak tudomanyarul irattatott kézbéli könyvetske (Sárvár, 1600)

Beust Joachim wittenbergi hittudós latin munkájának fordítása. A vigasztaló könyvecske az evangélikus erkölcstudomány tanításait foglalja magában. Verses részletek is vannak benne. A fordító a görög és latin költők verssorait hexameterekben, a német eredetű énekeket rímes sorokban ültette át. Munkája Nádasdy Ferenc költségén jelent meg, hálából neki ajánlotta könyvét. Egyetlen csonka példánya a keszthelyi Festetics-kastély könyvtárában van (?) meg.
- Az Orszagokban valo soc Romlasoknac okairol, es azokbol való meg szabadolasnac io modgiarol, mostan vyonnan irattatot, es soc bölts embereknek irasokbol szereztetet hasznos könyvetske ... (Sárvár, 1602. Egy 1658-ból származó másolata a Magyar Nemzeti Múzeumban. Új kiadása: Az országokban való sok romlásoknak okairól, Budapest, 1911.) 
  - Az országokban való sok romlásoknak okairól; sajtó alá rend. Katona Tamás, utószó Makkai László; Magyar Helikon, Bp., 1979 (Bibliotheca historica)

Könyvét négy részre osztotta. Az első részben az ország romlásának okairól szól, melyek miatt méltán büntet Isten a sok vérontással, romlással; a második részben megmutatja, hogy még nagyobb nyomorúság szállhat ránk, ha nem térünk meg vétkeinkből; a harmadik részben példákat hoz fel arra, hogy hozzánk hasonló nyomorúságukban mit cselekedtek a zsidók, a pogányok és a keresztények; a negyedik részben azt fejtegeti, mihez kell tartanunk magunkat, ha a törökök igáját meg akarunk szabadulni. Régi magyar könyvtár 27. REAL-EOD
- Az Tekintetes, Nemzetes, Nevezetes, Vitez Vrnac, az Nagysagos Nadasdi Feretznec, Fogaras Földenec örökös, Vasuár, es Sopron Vármegyeknec fő Ispannyanac ... Kit az Vr Isten ez vilagy nyomorult eletből az öröc diczössegben magahoz vöt 4. Jan. Anno 1604. Sarvarat Teste felet, es temetesekor löt ket Predicatioia. (Keresztúr, 1604)

A Manlius János nyomdájában készült nyomtatvány Madarász Miklós nemesúr költségén jelent meg, a megboldogult özvegyének, Báthori Erzsébetnek ajánlva.
Megjelenésre készen állt még néhány, szintén e gyászeset alkalmával tartott prédikációja és Pázmány Péter művére írott válasza, melyeket azonban nyomtatási költség hiányában nem adott ki, kéziratai pedig elvesztek.

## Értékeléséből
Értékei ellenére Magyari Istvánt csaknem teljesen elfeledte az utókor. Vitairatának értékére Toldy Ferenc hívta fel először a figyelmet. Beöthy Zsolt klasszikus irodalmi műveltségét, stílusának erejét emelte ki. Bodnár Zsigmond mély erkölcsi érzésű, de egyben gyűlölködő íróként jellemezte: művében, úgymond, a katolikusok gyűlölete mellett ugyanaz a korlátolt felfogás uralkodik, mely az egyháziakat gyakran arra indította, hogy az ország bajait az eretnek tanításoknak tulajdonítsák. Horváth Cyrill szerint soha ennyi nyomatékkal nem hirdette senki azt a gondolatot, hogy a reformáció nem csupán igaz hit, hanem hazafiság, a katolicizmus pedig vallásos tévelygés. Ferenczi Zoltán irodalmi érdemeit magasztalta és könyvét Pázmány Péter Felelete fölé helyezte. Szerinte ez a két mű új korszakot nyitott a magyar hitvitázó irodalomban, a pálma azonban Magyari Istváné; mert bár naivabb, mint Pázmány Péter, de prózája hangzatosabb olvashatóbb. Arra, hogy Magyari Istvánban mi az eredeti és mi a kölcsönzés, Turóczi-Trostler József mutatott rá: egy személyben erazmista, humanista, evangélikus teológus és magyar hazafi. A formai ösztönzést és a gondolati kezdeményezést a német irodalomtól (Aventinus) kapta, de a döntő idegen hatás ellenére sem vesztette el saját hangját.

## Emlékezete
Nevét őrzi Budapest XI. kerületében a kelenföldi evangélikus templom épülettömbjét határoló utcák egyike.